# Поль Морель
Поль Морель (фр. Pol Morel, 5 березня 1890, Шарлевіль-Мезьєр — 28 вересня 1915) — французький футболіст, що грав на позиції нападника за «Ред Стар» та національну збірну Франції.

## Клубна кар'єра
Протягом 1910–1914 років грав за «Ред Стар».
Із початком Першої світової війни приєднався до французької армії у званні лейтенанта. Загинув на 26-му році життя 28 вересня 1915 року на полі бою.

## Виступи за збірну
1911 року взяв участь у двох офіційних матчах у складі національної збірної Франції.
| Дата      | Місто            | Господарі | Результат | Гості    | Турнір           | Голи | Примітки |
| --------- | ---------------- | --------- | --------- | -------- | ---------------- | ---- | -------- |
| 1-1-1911  | Мезон-Альфор     | Франція   | 0 – 3     | Угорщина | товариський матч | -    |          |
| 23-3-1911 | Сент-Уан-сюр-Сен | Франція   | 0 – 3     | Англія   | товариський матч | -    |          |
| Усього    |                  | Матчів    | 2         |          | Голів            | 0    |          |